# Natrolit
Natrolit är en typ av zeolit, ett vattenhaltigt natriumaluminiumsilikat med den kemiska formeln Na2Al2Si3O10·2H2O, som kristalliserar i rombiska prismor eller trådiga aggregat av vit färg. Typorten är Hohentwiel, Hegau, Tyskland.
Den fick namnet natrolit av Martin Heinrich Klaproth 1803. Namnet kommer från natron (νατρών), det grekiska ordet för soda, med hänvisning till natriumhalten, och lithos (λίθος), som betyder sten. Nålsten eller nålzeolit är andra informella namn som anspelar på kristallernas vanliga nålformade förekomst, som ofta är mycket smala och samlas i divergerande tuvor. Kristallerna är ofta epitaxiella överväxter av natrolit, mesolit och gonnardit i olika ordningsföljder.

## Egenskaper
Större kristaller har oftast formen av ett kvadratiskt prisma som avslutas av en låg pyramid, varvid prismavinkeln är nästan rät vinkel. Kristallerna är tetragonala till utseendet, även om de faktiskt är ortorombiska. Det finns perfekta spaltningar parallellt med prismats ytor. Mineralet förekommer också ofta i kompakta fibrösa aggregat, där fibrerna har ett divergent eller radiellt arrangemang. Natrolit kan lätt särskiljas från andra fibrösa zeoliter genom dess optiska egenskaper.
Mellan korsade nikoler slocknar fibrerna parallellt med sin längd, och de visar inte en optisk figur i konvergent polariserat ljus. Natrolit är vanligtvis vit eller färglös, men ibland rödaktig eller gulaktig. Glansen är glasaktig eller, i finfibrösa exemplar, silkeslen.
Den specifika vikten är 2,2 och hårdheten är 5,5. Mineralet är lätt smältbart, smälter i en ljusflamma som det ger en gul färg på grund av närvaron av natrium. Det sönderdelas av saltsyra med separation av gelatinös kiseldioxid.

## Förekomst
Natrolit förekommer med andra zeoliter i de amygdaloidala håligheterna i basaltmagmatiska bergarter. Det är också vanligt hos nefelinsyeniter.
Utmärkta exemplar av divergerande grupper av vita prismatiska kristaller finns i kompakt basalt vid Puy-deMarman, Puy-de-Dôme, Frankrike. Mycket stora kristaller har hittats på Kolahalvön, Ryssland (30 x 13 cm). Väggarna av hålrum i basalten i Giant's Causeway, i County Antrim, är ofta täckta med smala nålar av natrolit, och liknande material finns rikligt i de vulkaniska bergarterna (basalt och fonolit) i Salesel, Aussig och flera andra platser i norr om Böhmen. Mont St. Hilaire, Québec har producerat stora kristaller tillsammans med många sällsynta mineraler. Bay of Fundy i Nova Scotia, New Jersey, Oregon och British Columbia har också producerat utmärkta exemplar.
Flera varianter av natrolit har urskiljts: fargit är en röd natrolit från Glenfarg i Perthshire; bergmannit eller spreustein är en oren sort som har uppkommit genom förändringar av andra mineraler, främst sodalit, i augitsyeniten i södra Norge.
Natrolit är ett av de närstående mineralerna med benitoit, ett sällsynt mineral med sin typlokalitet i San Benito County, Kalifornien.
En konstgjord silikatmassa av natrolitens sammansättning, som också kallas natrolit används i vattenfilter för att rena vatten från kalk och göra det mjukt.

## Galleri

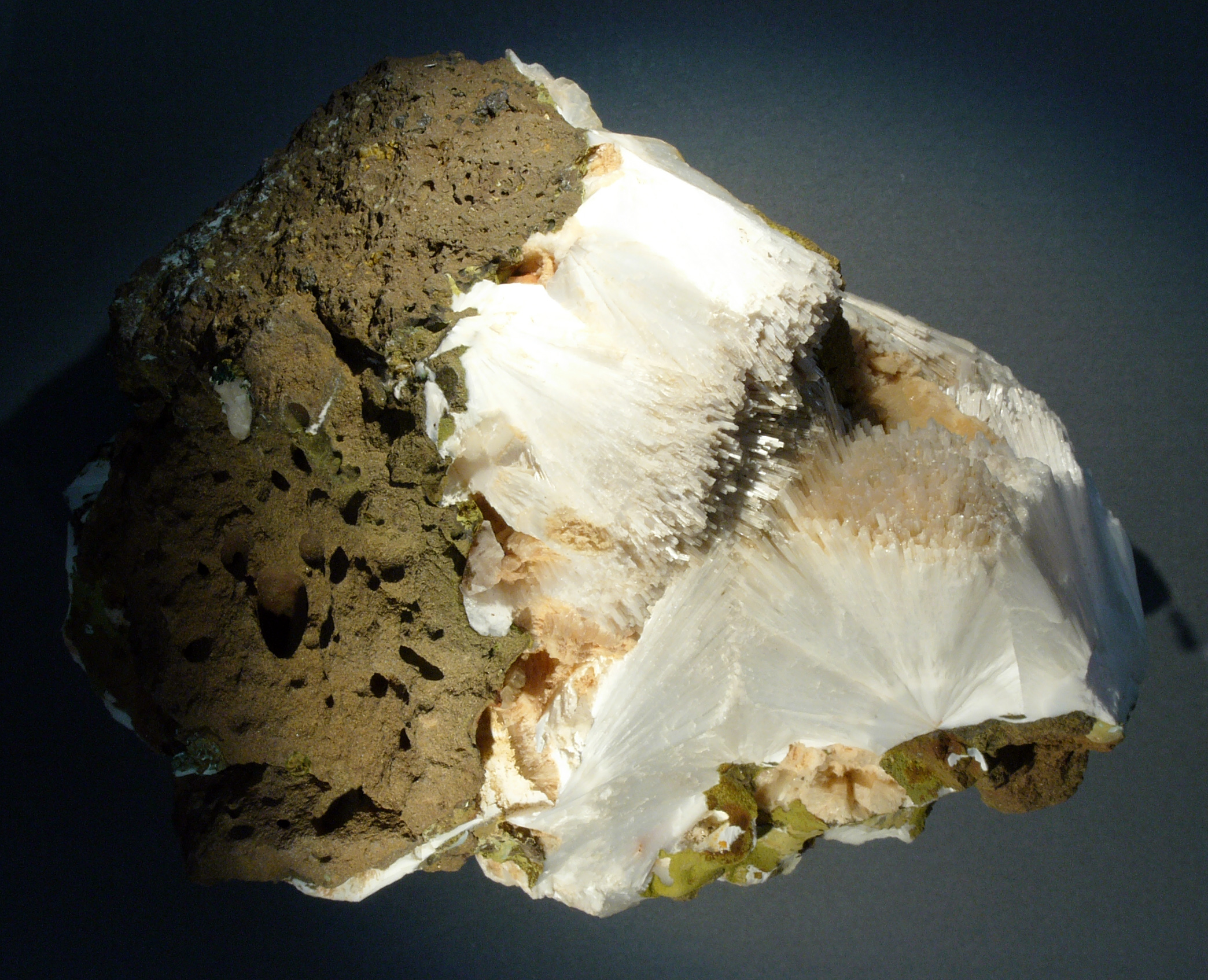
Natrolit från basaltplatån på östra Grönland
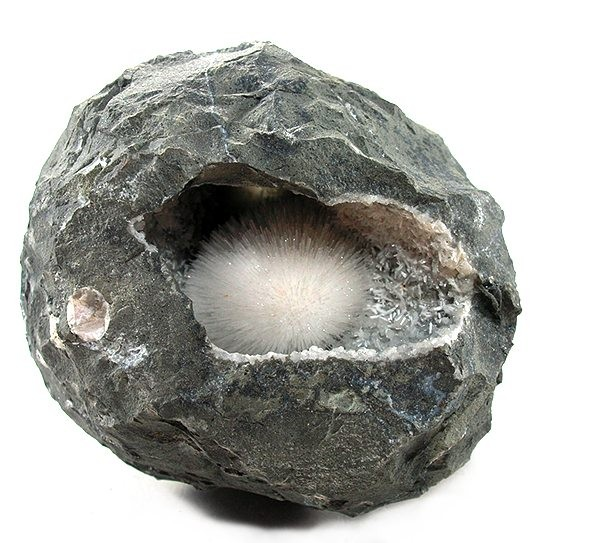
Färglös, utstrålande natrolit i zeolitskida
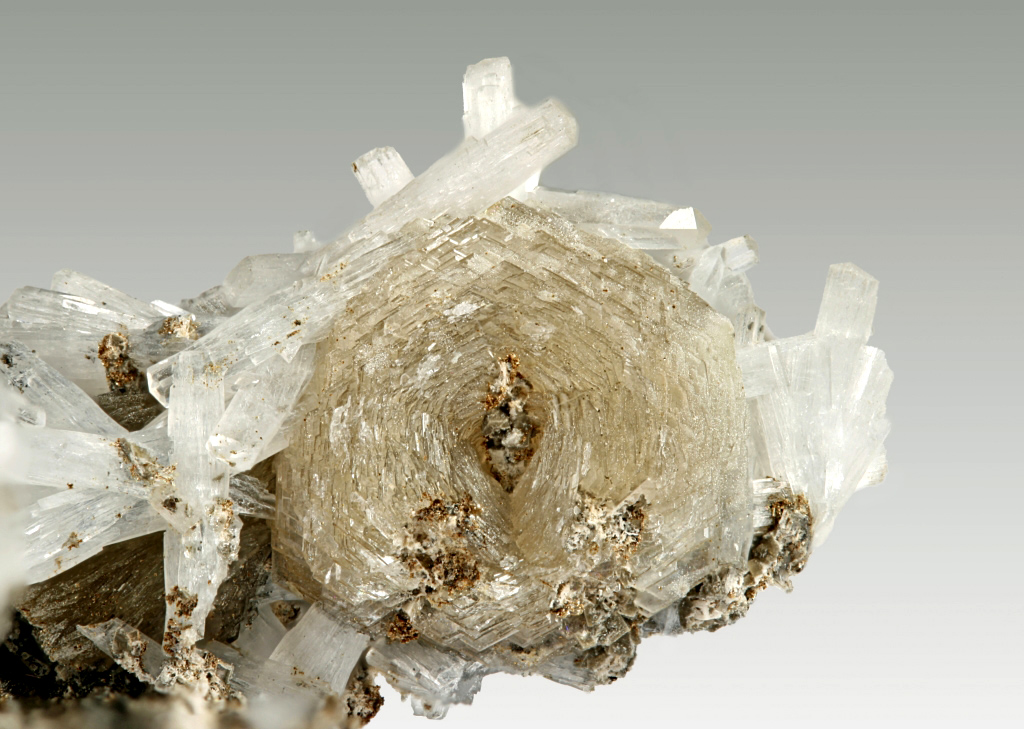
Catapleiit och natrolit från Poudrette quarry, Québec, Kanada
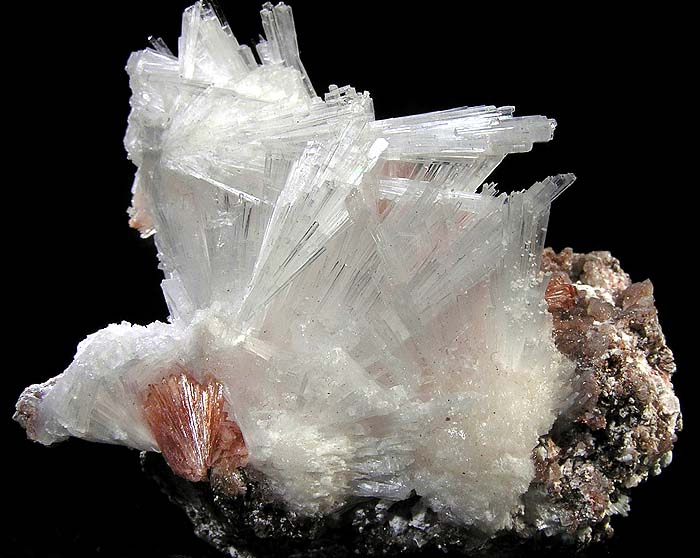
Smala nålar av natrolit framhävs av djupt rosa inesiter
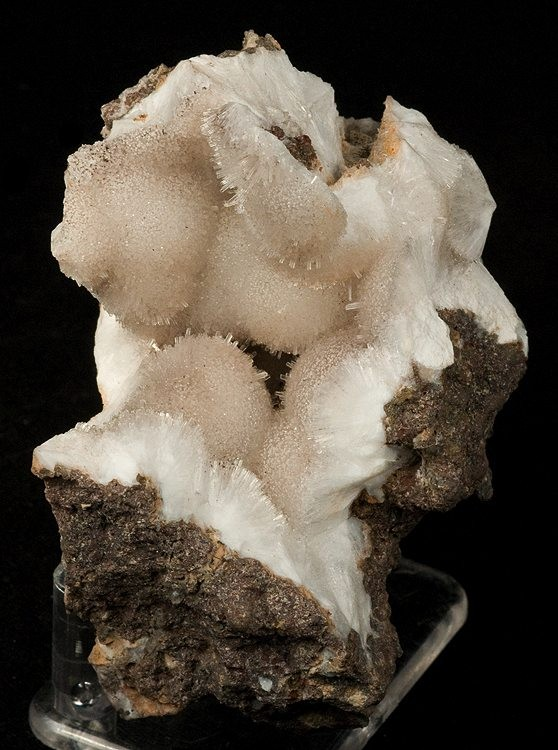
Natrolit i sfäriska kluster inuti skyddande ficka av vulkanisk sten
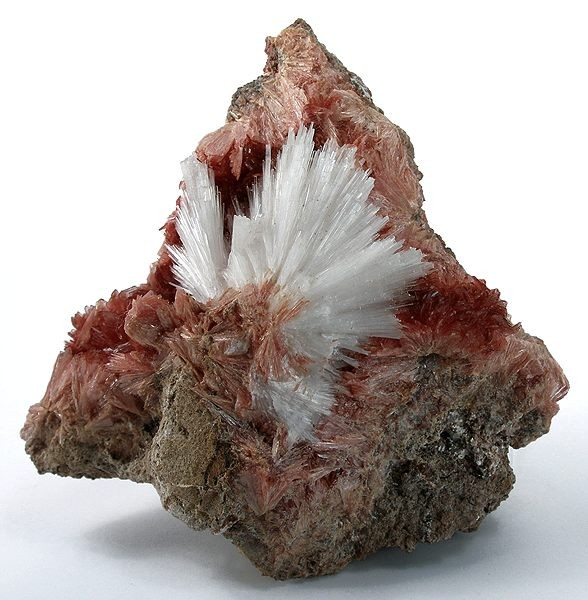
Natrolitsprayer av skarpa vita kristaller utskjutande från en grop i inesit